# Día del Futbolista Argentino
El Día del Futbolista Argentino se instituye el 22 de junio en conmemoración del icónico gol de Diego Maradona denominado como el «gol del Siglo» contra la selección de Inglaterra en los cuartos de final de la Copa Mundial de Fútbol de 1986. Antes de agosto de 2020, se celebraba el 14 de mayo en honor al «gol imposible» de Ernesto Grillo contra la selección de Inglaterra en un partido amistoso de 1953.

## Historia
Oficialmente el día se celebraba el 14 de mayo, y sus orígenes se remontan al primer gol de Ernesto Grillo de la selección de fútbol de Argentina contra la selección de fútbol de Inglaterra durante un partido amistoso disputado en el Estadio Monumental de Buenos Aires el 14 de mayo de 1953. Grillo anotó dos goles en el partido, que terminó con un marcador de 3-1 a favor de Argentina.
La entidad Futbolistas Argentinos Agremiados solicitó un cambio de fecha a la Asociación de Fútbol Argentino en agosto de 2020, el cual fue aprobado, y el día actualmente se celebra el 22 de junio, y su nuevo origen fue por el segundo gol anotado por Diego Maradona de la selección de Argentina contra la selección de Inglaterra en un partido de cuartos de final de la Copa Mundial de Fútbol de 1986, disputado en el Estadio Azteca de la Ciudad de México el 22 de junio de ese año. Maradona, al igual que Grillo, anotó dos goles, y el partido terminó con un marcador de 2 a 1, dándole la victoria a Argentina.